# Diokles (matematyk)
Diokles (gr. Διοκλῆς) (ur. ok. 240 p.n.e. w Karystos w Grecji, zm. ok. 180 p.n.e.) – grecki matematyk.

## Życiorys
O życiu i działalności Dioklesa wiadomo niewiele; ocalały po nim jedynie fragmenty prac cytowane przez innych matematyków i arabskie tłumaczenia niektórych ksiąg. Prawdopodobnie był pierwszym, który udowodnił, że promienie odbite od powierzchni zwierciadła parabolicznego skupiają się w jego ognisku. Prawdopodobne jest też, że znał już pojęcia hiperbola, parabola i elipsa, których wprowadzenie do matematyki przypisuje się Apoloniuszowi.
Jest on wynalazcą krzywej, zwanej cysoidą Dioklesa, która pozwoliła mu rozwiązać problem podwojenia sześcianu.